# 7 Batalion Saperów (PSZ)
7 Batalion Saperów (7 bsap.) – pododdział saperów Polskich Sił Zbrojnych.

## Historia, formowanie i zmiany organizacyjne
7 Batalion Saperów został sformowany po raz pierwszy na podstawie rozkazu dowódcy Polskich Sił Zbrojnych w ZSRR nr l.dz. 140 z dnia 20 października 1941 roku w Kołtubance przez Ośrodek Organizacyjny Armii dla formowanej 7 Dywizji Piechoty. dowódcą formowanego batalionu wyznaczony został mjr Włodzimierz Kupryk. Formowany batalion grupował żołnierzy saperów zgłaszających się za pośrednictwem Ośrodka Organizacyjnego Armii do służby wojskowej oraz ochotników i poborowych. Od początku listopada 1941 r. żołnierze po wcieleniu byli zatrudnieni do rozbudowy obozu wojskowego w Kołtubance. W trakcie formowania batalion nie otrzymał broni, wyposażenia saperskiego poza prostymi narzędziami budowlanymi (siekiery, młotki, piły, łopaty). Z uwagi na zaniechanie formowania na tym etapie 7 DP, batalion z dniem 17 stycznia 1942 roku wyruszył transportem kolejowym do miejscowości Wrewskaja. Po dojechaniu na miejsce dał początek formowanemu 1 Pułkowi Saperów. 
Do ponownego formowania 7 Batalionu Saperów doszło w lutym 1942 roku na terytorium ówczesnej Uzbeckiej Socjalistycznej Republiki Radzieckiej, jako organiczna jednostka 7 Dywizji Piechoty.
Miejscem postoju oddziału była wieś Narpay położona nad rzeką Zerawszan. Jako zawiązek organizacyjny dla 7 batalionu saperów przybył w lutym 1942, wydzielony z 5 batalionu saperów, oddział w składzie 3 oficerów i 3 podoficerów pod dowództwem kpt. inż. Modzelewskiego. Okres organizacyjny batalionu trwał od 5 lutego do maja 1942 roku. Do szeregów baonu napływali, przeważnie ochotniczo przybywający dalekimi transportami z północy, byli więźniowie zwolnieni zimą z łagrów oraz polscy wysiedleńcy przeważnie z rejonu Samarkandy i znad Amu-darii. Skład kadry urasta wkrótce do kilkunastu oficerów i podoficerów, zasilony przybyłymi z terenu Wielkiej Brytanii 3-ma oficerami i kilku podchorążymi. Okres ten ze względu na ciężkie warunki i straty poniesione od epidemii - 49 ludzi, można śmiało nazwać bohaterskim okresem jednostki. Niezależnie od powyższych trudności, batalion został obciążony bardzo poważnymi świadczeniami w pracach użytkowych i filantropijnych na rzecz zdziesiątkowanej epidemiami dywizji oraz dla obsługi baz ewakuacyjnych. Praktyczne możliwości szkolenia beznadziejne ze względu na ogólny brak podstawowych instrukcji i sprzętu - ograniczały się przeważnie do teoretycznych wykładów i pogadanek, szkolenia z minerstwa na modelach, oraz do zajęć praktycznych nie wymagających potrzeby użycia specjalnego sprzętu, jak terenoznawstwo itp. Stan baonu zmienny, wahał się w granicach około 20 oficerów i 400 szeregowych (razem z 7 Kompanią Kolejową).
Po przybyciu do północnego Iraku batalion został dyslokowany w obozie Chanakin. Tam został zreorganizowany. W jego skład zostały włączone pododdziały pionierów z pułków piechoty 7 DP. Po reorganizacji batalion liczył 500 ludzi. Stan ten nie trwał długo. Batalion oddał ponad połowę stanu do obsługi baz ewakuacyjnych i wzmocnienie reorganizujących się na terenie Iraku 5 Batalionu Saperów i jednostek saperskich 2-go Korpusu. Zredukowany organizacyjnie do 1-ej liniowej kompanii saperów i zmniejszonej kompanii parkowej stał się ośrodkiem zapasowym szkolącym uzupełnienia dla saperów 2 Korpusu Polskiego. W okresie od marca do sierpnia 1943 roku batalion stacjonował w Kizil Rabat.
W maju 1943 roku 7 Batalion Saperów został przeformowany w 7 Kompanię Saperów, którą w październiku 1944 roku przemianowano na 17 Kompanią Saperów. Reorganizacja pododdziału nie wpłynęła na zmianę jego przeznaczenia. Kompania w dalszym ciągu szkoliła uzupełnienia dla saperów 2 KP. W okresie od sierpnia do grudnia 1943 roku kompania stacjonowała w miejscowości Jibna w Palestynie, a następnie do marca 1944 roku w obozie Al-Qassasin w Egipcie.
Po przybyciu 7 Dywizji Piechoty do Italii 7 Kompania Saperów została dołączona do Polskiego Skrzydła Saperskiego przy brytyjskim ośrodku wyszkoleniowym w Capua, później przemianowanym na Ośrodek Wyszkolenia Saperów. Początkowo kompania stacjonowała w miejscowości San Basilio, a od maja 1944 roku do 1946 roku w miejscowości Capua. W 1946 roku kompania została przetransportowana do Wielkiej Brytanii.

## Dowódcy
- kpt. inż. Konstanty Modzelewski (I - X 1942)
- kpt. Antoni Krajewski (X 1942 - II 1943)
- kpt. Zygmunt Jerzewski (II - XI 1943)
- mjr Jan VI Szymański (XI 1943 - XII 1944)
- mjr Tadeusz Styczyński (XII 1944 - XII 1945)
- kpt. Wiktor Kontkowski (od XII 1945)